# Anomala mus
Anomala mus är en skalbaggsart som beskrevs av Gilbert John Arrow 1911. Anomala mus ingår i släktet Anomala och familjen Rutelidae. Inga underarter finns listade i Catalogue of Life.